# NWP-20
NWP-20は、日本電気（NEC）が1980年5月に発売した、同社初の日本語ワードプロセッサ。1年後に後継機NWP-20Nが発売された。当初は和文タイピストが使用することを想定しており、キーボードは和文タイプライターの文字盤と同様のものが付属した。「文豪」としてシリーズ展開がなされた。

## 仕様
表示装置として14インチCRT、入力機器としてペンタッチ式タブレット、印字にはレーザープリンターまたはドットインパクト式プリンタを採用。
表示文字種は、標準で3,967文字、オプションでJIS漢字コードの第1水準・第2水準を含む最大8,499文字を扱うことができた。
記憶装置としては容量約1MBのFDDを3基搭載していた。